# Municipio Páez (Miranda)
El Municipio Páez es uno de los 21 municipios que integran el Estado Miranda, Venezuela. Posee una superficie de 963 km² y tiene una población de 41 944 habitantes. Su capital es la población de Río Chico. Debe su nombre al héroe de la Guerra de Independencia de Venezuela, José Antonio Páez. El municipio está dividido en cinco parroquias: Río Chico, Paparo, Tacarigua de La Laguna, El Guapo y San Fernando del Guapo.
La agricultura es la principal actividad económica del municipio, destacándose por la producción de cacao, pero además tiene un sector turístico relevante consolidado desde hace décadas.
Históricamente conocido como Distrito Páez dominó la sección del este y sureste de Barlovento, hasta 1982 formaron parte de ese distrito los hoy municipios Andrés Bello y Pedro Gual hasta que consiguieron su autonomía, desde ese momento se comenzó a denominar Municipio Páez. En diciembre de 1999 sufrieron fuertes inundaciones que dejaron severos daños luego del colapso del Embalse El Guapo.
En 2009, se celebraron en esta población las Primeras Ferias Bolivarianas en honor a su patrona —que es también patrona de Barlovento—, la Virgen de Las Mercedes.

## Parroquias
1. Parroquia Río Chico
2. Parroquia Paparo
3. Parroquia Tacarigua de la Laguna
4. Parroquia El Guapo
5. Parroquia San Fernando del Guapo

## Centros poblados
Entre los principales centros poblados destacan:
El Guapo, Paparo, Tacarigua de la Laguna, San Fernando del Guapo, San Antonio de Río Chico, Playa Paparo, Valle de la Cruz, Puerto Tuy, Las Lapas, San Ignacio, El Silencio, Santa Bárbara, Los Cerros, El Cristo, Soledad, García, Corozal, Rosario Abajo, El Guamito, Bajo Seco, Nuevo Guapo y La América.

## Geografía
El Municipio Páez se encuentra en la subregión de Barlovento, la zona central y norte se encuentran sobre una planicie que en el extremo norte sobre las costas del Mar Caribe se tornan cenagosas, en esa zona se encuentra la Laguna de Tacarigua que se encuentra protegida por el parque nacional del mismo nombre, mientras que el sur forma parte de la Serranía del Interior con elevaciones que no superan los 600 metros de altitud, en esta área hay numerosos cursos de agua de pequeño tamaño que sirven para almacenar agua para el abastecimiento a Barlovento y el control de crecientes, el Embalse El Guapo. En el extremo noroccidental se encuentra la desembocadura del río Tuy, el cual lo separa del Municipio Brión.

## Política y gobierno
El Municipio Páez es una de las entidades creadas a partir de la división del antiguo Distrito Páez.
Cada 4 años se eligen cargos de: alcalde del municipio (poder ejecutivo), concejales municipal (poder legislativo).

### Alcaldes
| Período                            | Alcalde electo      | Partido político / Alianza | % de votos | Notas |
| ---------------------------------- | ------------------- | -------------------------- | ---------- | --- |
| 1989 - 1992                        | Carlos Germán López | AD                         | 52,39      | Primer alcalde bajo elecciones directas |
| 1992 - 1995                        | Miguel Prieto       | Copei                      | 41,11      | Segundo alcalde bajo elecciones directas |
| 1995 - 2000                        | Emilio Ruíz         | AD                         | -          | Tercer alcalde bajo elecciones directas (Se realizaron elecciones generales adelantadas en el 2000 debido a la aprobación de la Constitución de 1999) |
| 2000 - 2004                        | Emilio Ruíz         | AD                         | 28,04      | Reelecto |
| 2004 - 2008                        | Emilio Ruíz         | AD                         | 39,44      | Reelecto |
| 2008 - 2013                        | Jesús Monterola     | PSUV                       | 65,39      | Cuarto alcalde bajo elecciones directas (se postergan 1 año las elecciones municipales pautadas para finales del 2012)                                |
| 2013 - 2017                        | Jesús Monterola     | PSUV                       | 54,02      | Reelecto |
| 2017 - 2021                        | Jesús Monterola     | PSUV                       | 80,32      | Reelecto |
| 2021 - 2025                        | Jesús Monterola     | PSUV                       | 45,48      | Reelecto |
| Fuente: Consejo Nacional Electoral |                     |                            |            | |

PARTIDO SOCIALISTA UNIDO DE VENEZUELA 
ADRIAN EDUARDO RODRIGUEZ MONTEROLA PERIODO 2025-2029

### Concejo municipal
Período 2021 - 2025
| Concejales       | Partido político / Alianza |
| ---------------- | -------------------------- |
| Ruben Hernández  | PSUV                       |
| Carmen Monterola | PSUV                       |
| Viky Urbina      | PSUV                       |
| Fanny Navas      | PSUV                       |
| Yusmeli Guanche  | PSUV                       |
| Maria Amundaray  | MUD                        |
| Orlando Flores   | FV                         |